# 967
967 (CMLXVII) je bilo navadno leto, ki se je po julijanskem koledarju začelo na torek.

## Dogodki
- 1. januar

## Rojstva
- 26. januar - cesar Kazan, 65. japonski cesar († 1008)
- Gozelo I. Lotarinški, vojvoda Spodnje Lorene, vojvoda Zgornje Lorene († 1044)

Neznan datum
- Ludvik Leni, kralj  Zahodnofrankovskega kraljestva († 987)